# ŽNL Šibensko-kninska 2014./15.
Zbog malog broja klubova, prvenstvo se igralo četverokružno (iz lige je prije početka sezone istupio NK Mihovil Šibenik koji je ugasio seniorski pogon). Ligu su osvojile NK Vodice, ali se nisu uspjeli kvalificirati za 3. HNL – Jug.

## Sudionici
- Dinara – Knin
- DOŠK –  Drniš
- Janjevo – Kistanje
- Rudar – Siverić, Drniš
- Vodice – Vodice

## Ljestvica
| Poz. | Momčad           | U  | P | N | I | G+ | G– | G+/– | Bod. | Nastavak natjecanja ili ispadanje |
| ---- | ---------------- | -- | - | - | - | -- | -- | ---- | ---- | --------------------------------- |
| 1.   | Vodice (P)       | 12 | 8 | 4 | 0 | 30 | 11 | +19  | 28   | Kvalifikacije za 3. HNL – Jug     |
| 2.   | Dinara           | 13 | 4 | 4 | 5 | 24 | 22 | +2   | 16   |                                   |
| 3.   | Rudar            | 12 | 3 | 4 | 5 | 23 | 25 | −2   | 13   |                                   |
| 4.   | DOŠK Drniš       | 13 | 2 | 4 | 7 | 12 | 31 | −19  | 10   |                                   |
| 5.   | Janjevo Kistanje | 0  | 0 | 0 | 0 | 0  | 0  | 0    | 0    | Diskvalificirani                  |

## Rezultati
| NK DOŠK Drniš – NK Rudar Siverić 1:2 NK Vodice – NK Dinara Knin 2:1 NK Janjevo Kistanje slobodno | NK Rudar Siverić – NK Vodice 0:1                                    | NK Dinara Knin – NK Rudar Siverić 0:0                                  |
| NK DOŠK Drniš – NK Vodice 1:1                                                                    | NK Dinara Knin – NK DOŠK Drniš 5:1                                  | NK Rudar Siverić – NK DOŠK Drniš 1:1 NK Dinara Knin – NK Vodice 0:1    |
| NK Vodice – NK Rudar Siverić 0:0 NK DOŠK Drniš – NK Dinara Knin 2:0                              | NK Vodice – NK DOŠK Drniš 1:1 NK Rudar Siverić – NK Dinara Knin 4:7 | NK Vodice – NK Dinara Knin 2:0 NK DOŠK Drniš – NK Rudar Siverić 2:1 ↓2 |
| NK Dinara Knin – NK DOŠK Drniš 3:1 NK Rudar Siverić – NK Vodice 1:5                              | NK Vodice – NK DOŠK Drniš 5:2 NK Dinara Knin – NK Rudar Siverić 0:4 | NK DOŠK Drniš – NK Vodice 0:5 NK Rudar Siverić – NK Dinara Knin 3:3    |
| NK Vodice – NK Rudar Siverić 5:3 NK DOŠK Drniš – NK Dinara Knin 0:3 ↓3                           | NK Rudar Siverić – NK DOŠK Drniš 4:0 NK Dinara Knin – NK Vodice 2:2 |                                                                        |

## Strijelci
1. Dragan Vuković (NK Vodice) 9 golova
2. Šime Deur (NK Vodice) 6 golova
3. Marko Bogdan (NK Rudar Siverić) 5 golova

## Kvalifikacije za 3. HNL – Jug
U kvalifikacijama za 3. HNL – Jug sudjelovali su:
- Primorac Biograd na Moru iz 1. ŽNL Zadarske
- Vodice iz ŽNL Šibensko-kninske
- OSK Otok iz 1. ŽNL Splitsko-dalmatinske
- Slaven Gruda iz 1. ŽNL Dubrovačko-neretvanske

Prve utakmice odigrane su 10. lipnja 2017. u 17:30; uzvrati odigrani 13. lipnja 2017. u 17:30
| Momčad                   | Ukupno | Momčad | 1. ut | 2. ut |
| ------------------------ | ------ | ------ | ----- | ----- |
| Primorac Biograd na Moru | 6:2    | Vodice | 3:1   | 3:1   |

| Momčad   | Ukupno | Momčad       | 1. ut | 2. ut |
| -------- | ------ | ------------ | ----- | ----- |
| OSK Otok | 6:1    | Slaven Gruda | 3:1   | 3:0   |

- Primorac Biograd na Moru i OSK Otok kvalificirali su se za 3. HNL – Jug